# Ponte del Risorgimento (Roma)
Ponte del Risorgimento (o più semplicemente ponte Risorgimento) è un ponte che collega piazzale delle Belle Arti a piazza Monte Grappa, a Roma, nei quartieri Flaminio e Della Vittoria.
Si tratta di una delle prime opere in cemento armato eseguita in Italia e la sua costruzione ebbe un risalto internazionale per la sua arditezza: infatti la sua luce è di oltre 100 metri, all'epoca della realizzazione la più ampia del mondo completata con tale tecnologia.

## Descrizione

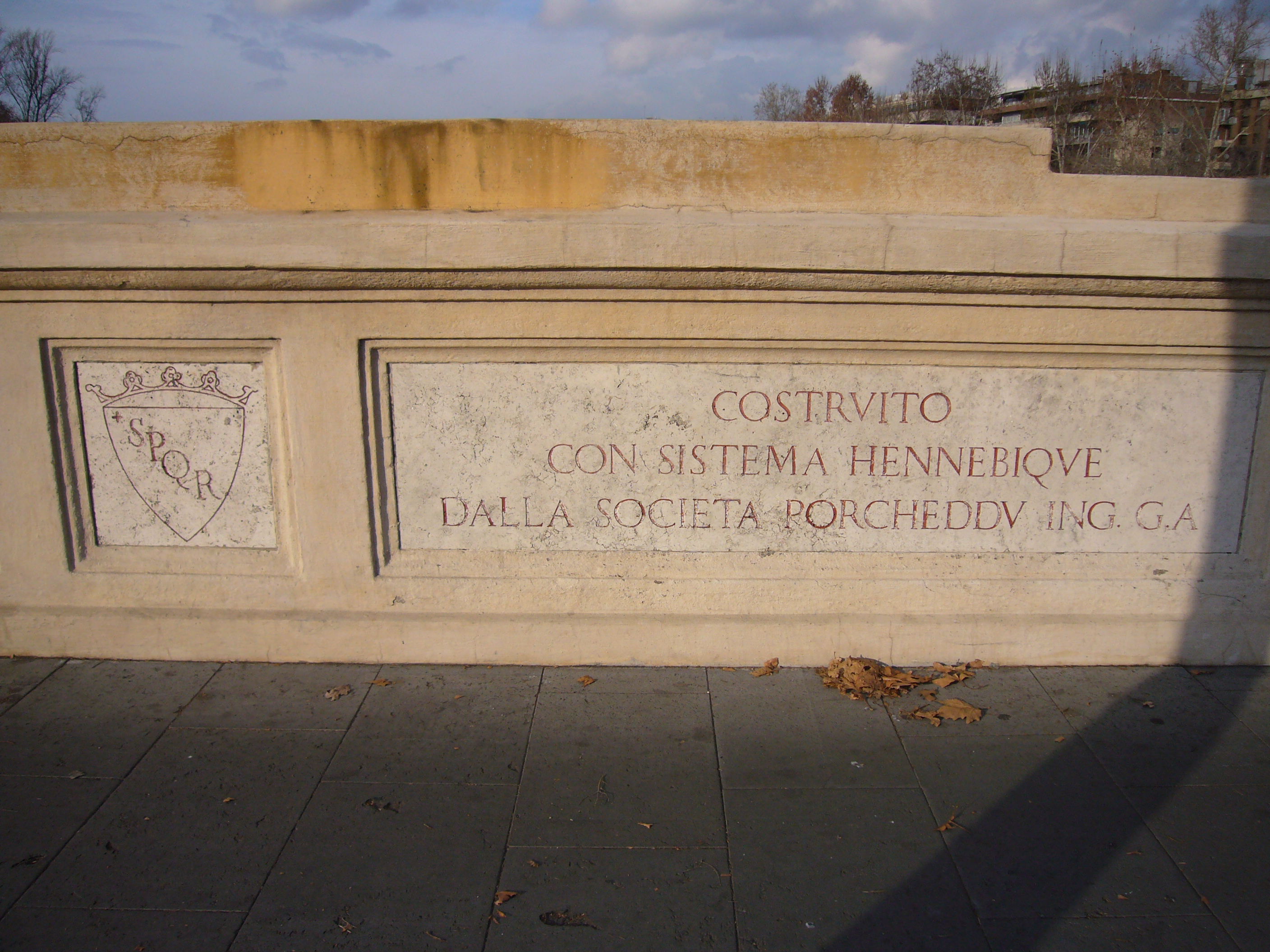
Particolare di una delle iscrizioni presenti sul ponte.

La struttura del ponte è costituita da un arco assai ribassato con freccia di circa 10 metri. Ciascun parapetto, a metà strada, presenta iscrizioni rivolte verso l'interno; sul lato nord: «Ponte in cemento armato ad un'unica arcata di 100 metri di corda con freccia di 10 metri» e «Costruito con sistema Hennebique dalla Società Porcheddu Ing. G.A.»; dirimpetto, sul lato sud: «Inaugurato l'11 maggio del 1911 nel cinquantenario della proclamazione di Roma Capitale d'Italia» e «Dall'amministrazione popolare cittadina al Risorgimento Italiano».
Il ponte fu il primo a Roma costruito in calcestruzzo armato: il suo costruttore, l'ingegnere Giovanni Antonio Porcheddu, era all'epoca unico concessionario in Italia del brevetto del francese François Hennebique, a sua volta fra i capiscuola di tale tecnica edilizia. Porcheddu progettò e realizzò l'opera in collaborazione con gli ingegneri Chiera, Giaj e Parvopassu e la supervisione dello stesso Hennebique; Quest'ultimo intervenne anche in cantiere imponendo tempi di disarmo molto brevi, che furono fra l'altro oggetto di polemiche a causa di fessurazioni comparse sulla struttura, le quali tuttavia non ne compromisero l'integrità complessiva.
I lavori, iniziati nel 1909, si conclusero due anni dopo e l'opera fu inaugurata l'11 maggio 1911 dal sindaco Ernesto Nathan in coincidenza con le celebrazioni per il cinquantenario dell'Unità d'Italia.